# Метод колокації
В математиці, ме́тод колока́ції це метод числового розв'язання звичайних диференціальних рівнянь, диференціальних рівнянь з частковими похідними та інтегральних рівнянь. Ідея методу полягає в тому, що необхідно вибрати простір можливих розв'язків (зазвичай це многочлени до деякого степеня) і кількості точок в області (точки колокації) і вибору розв'язку, що задовільняє дане рівняння в точках колокації.